# Buddy Roemer
Charles Elson "Buddy" Roemer III, född 4 oktober 1943 i Shreveport, Louisiana, död 17 maj 2021 i Baton Rouge, Louisiana, var en amerikansk politiker och affärsman. Han var demokrat fram till 1991 och republikan 1991–2012.
Roemer var ledamot av representanthuset 1981–1988 och guvernör i Louisiana 1988–1992. 
I januari 2011 tillkännagav han sin kandidatur inför presidentvalet i USA 2012. Den 23 februari 2012 lämnade Roemer republikanerna och meddelade att han tänkte delta i presidentvalet som obunden kandidat i stället.